# Route 345 (Québec)
Pour les articles homonymes, voir Route 345.
La route 345 (R-345) est une route régionale québécoise d'orientation nord / sud située sur la rive nord du fleuve Saint-Laurent. Elle dessert la région administrative de Lanaudière.

## Tracé
La route 345 débute sur la route 158 à Sainte-Geneviève-de-Berthier, longe la rive ouest de la rivière Bayonne et se termine sur la route 131 à Saint-Félix-de-Valois.

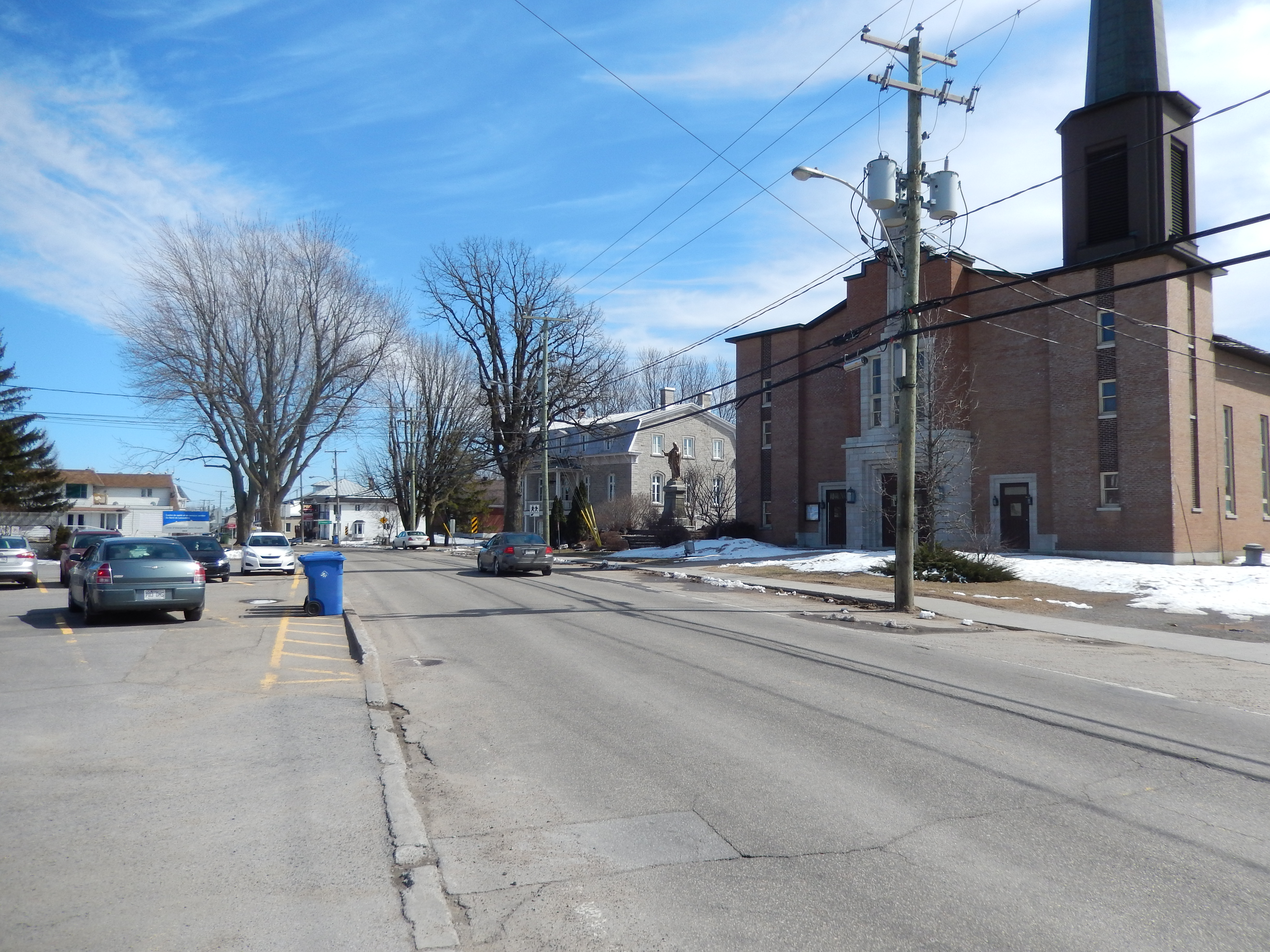
La rue Principale à Sainte-Élisabeth.
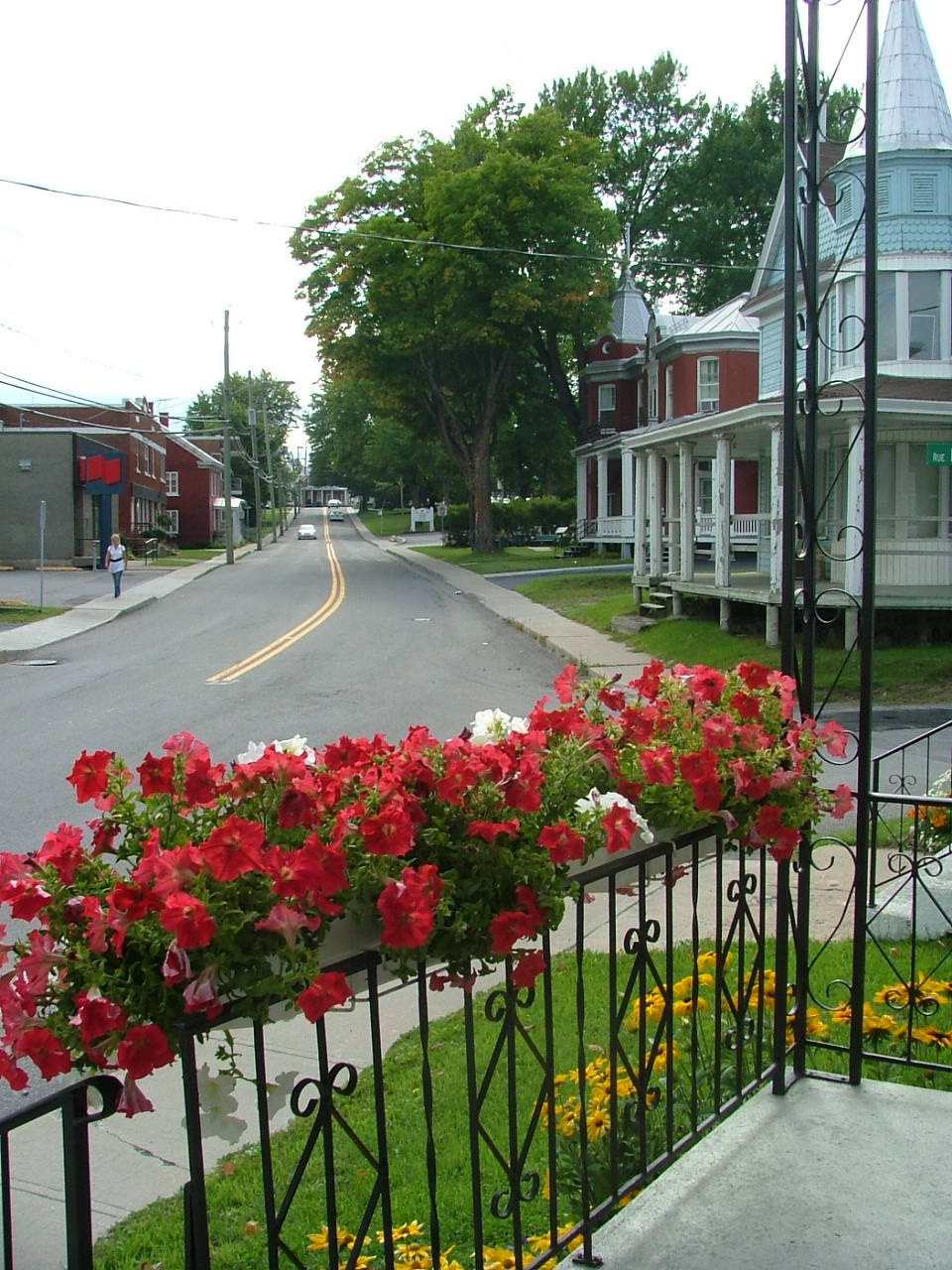
La rue Principale à Saint-Félix-de-Valois.

## Localités traversées (du sud au nord)
Liste des municipalités dont le territoire est traversé par la route 345, regroupées par municipalité régionale de comté.

### Lanaudière
D'Autray
- Sainte-Geneviève-de-Berthier
- Sainte-Élisabeth

Matawinie
- Saint-Félix-de-Valois

## Intersections majeures
| MRC                   | Municipalité                 | km    | Destinations                                                         | Notes                               |
| --------------------- | ---------------------------- | ----- | -------------------------------------------------------------------- | ----------------------------------- |
| D'Autray              | Sainte-Geneviève-de-Berthier | 0,00  | R-158 – Joliette, Berthierville                                      | Carrefour giratoire                 |
| Matawinie             | Saint-Félix-de-Valois        | 19,80 | R-131 – Sainte-Mélanie, Saint-Jean-de-Matha, Saint-Michel-des-Saints | La R-345 nord devient la R-131 nord |
| - Transition de route |                              |       |                                                                      |                                     |